# 妮娜·基尔萨诺娃
妮娜·基尔萨诺娃（1898年—1989年2月3日）是贝尔格莱德最重要的芭蕾舞艺术家之一，她是著名的首席舞蹈家、编舞家、芭蕾舞团团长和芭蕾舞教师。她还做过护士、考古学家和演员。

## 早年
妮娜·瓦西里耶娃·基尔萨诺娃于1898年出生于莫斯科，父母是瓦西尔·范纳和齐奈达·范纳。“基尔萨诺娃”这个名字被用作艺名。由于父亲的反对，她开始学习芭蕾舞的时间很晚，到了13岁才开始学。1919年，她在莫斯科完成了学业，同年嫁给了鲍里斯·波波夫，他是莫斯科大剧院的一位歌剧独唱演员。在他的影响下，她申请并通过了莫斯科大剧院的试镜。自从1920年和丈夫逃到波兰，1923年又从波兰逃到塞尔维亚后，她就再也没有机会在这个著名的剧院演出。

## 事业
当她抵达贝尔格莱德时，她的才华引起了人们的注意，很快她就成为Manjež剧院的一员，后来又成为贝尔格莱德国家剧院的一员，在那里她表演了芭蕾舞剧《吉赛尔》、《科波利亚》和《蝴蝶夫人》。虽然贝尔格莱德的观众很喜欢她，但去法国的诱惑太大了，所以她在1926年去了巴黎，去了世界上最好的芭蕾舞学校之一。
她加入了著名的安娜·帕夫洛娃的公司，她的伟大才能得到了证实。她在各大洲担任主要舞蹈演员。1931年安娜·巴甫洛娃去世，公司解散了。尽管她在世界各地演出，但她对贝尔格莱德的热爱使她回到塞尔维亚，在贝尔格莱德国家剧院担任芭蕾舞主管、编舞和导演。在她的领导下，国家剧院芭蕾舞团在雅典进行了首次海外演出。在此期间，她编导了28部芭蕾舞和歌剧，并担任了18个主要的首席舞蹈演员。此外，她再一次决定追求她的国际事业。1934年至1937年，她在蒙特卡洛歌剧院工作，担任芭蕾舞团团长、编舞和首席舞蹈家。在那之后，她在立陶宛歌剧院呆了一年。

## 第二次世界大战
第二次世界大战开始时，她决定回到她唯一的家——贝尔格莱德。她定居在多科尔，在那里开办了自己的芭蕾舞工作室，开始了非常成功的芭蕾舞教师生涯。在战争年代，尽管国家剧院的建筑在1941年的轰炸中严重受损，她还是设法让芭蕾舞团继续演出。苏联红军抵达贝尔格莱德后，许多俄罗斯裔芭蕾舞演员由于惧怕报复离开了这座城市。1945年原子弹爆炸后不久，妮娜·基尔萨诺娃就自愿当了一名护士，照顾伤员并协助进行手术。她的母亲是位医生，她在母亲身边长大，对医学很了解。

## 结束职业生涯，重新开始
战后，她在贝尔格莱德的国家剧院建立了芭蕾舞工作室，与音乐学院的芭蕾舞系一起，成为国家芭蕾舞学校。1951年12月18日，她作为导演和编舞，在国家大剧院演出了告别演出《天鹅湖》。那天晚上，她庆祝了自己35年的工作，最后一次以首席舞者的身份出现。退休后，她继续从事芭蕾舞，但她也找到时间满足自己的夙愿，在贝尔格莱德大学注册并完成了考古学。70岁时，她获得了硕士学位，然后在中东各地进行科学考察。但是她还犹嫌不足，她在85岁时尝试当演员。她生活的最后几年，非常简朴地住在一个卧室里，地址在丘布拉。她于1989年去世，享年91岁，被安葬在新公墓的名人巷。贝尔格莱德市以她的名字命名了一条街道。在塞尔维亚戏剧艺术博物馆还举办了一场纪念她的展览。